# Khodanour Lojéi
Khodanur Lojei ou Lajai (persan : خدانور لجه‌ای  ; 2 octobre 1995 - 2 octobre 2022) était un manifestant iranien de Zahedan, tué lors des manifestations de 2022 en Iran, et plus précisément lors du massacre de Zahedan en 2022,,.
Une photo de lui, les mains attachées à un mât avec une bouteille d'eau placée devant lui (mais hors de sa portée), est devenue un symbole des protestations en cours en Iran. 